# Peter Hänsel

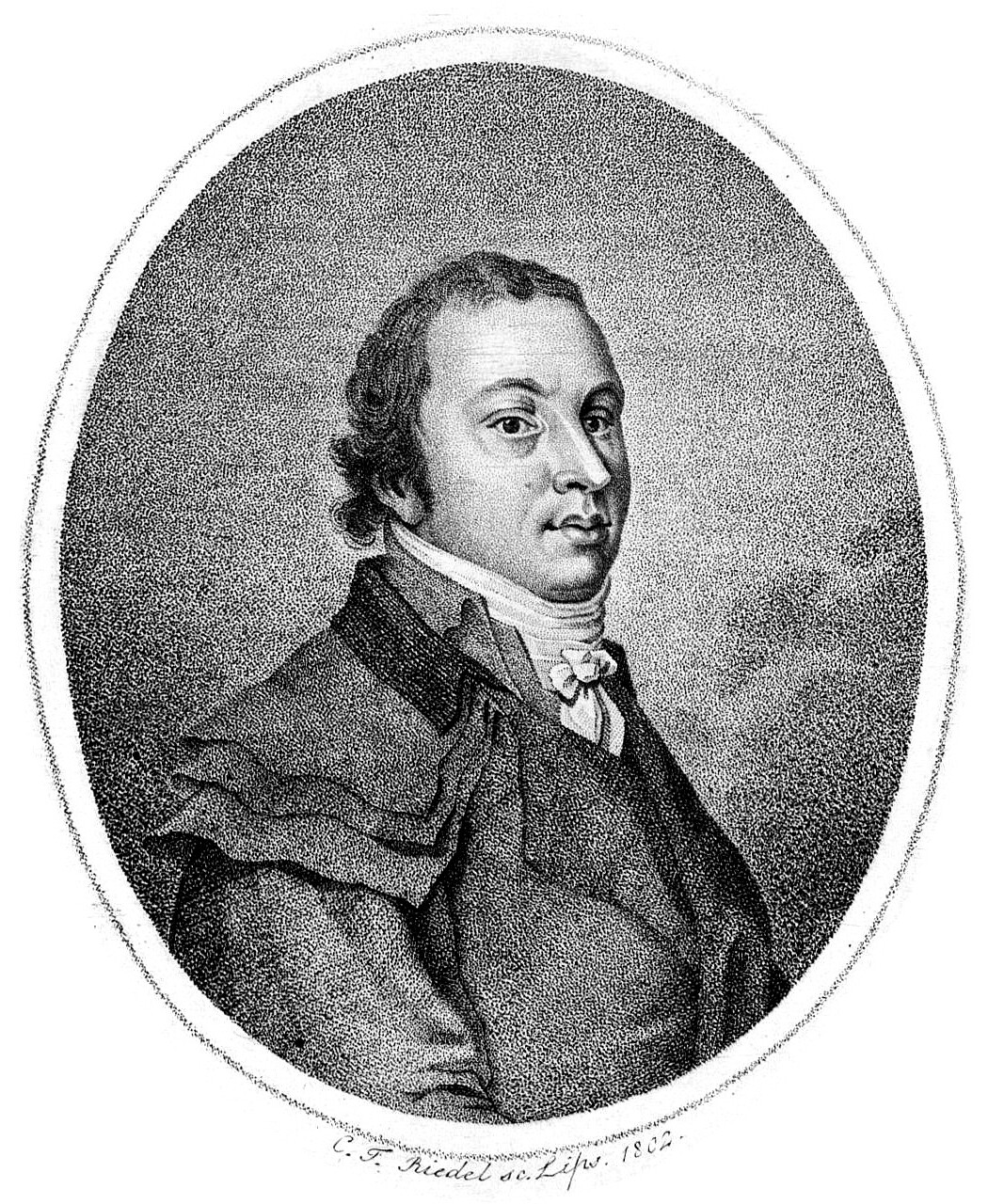
Peter Hänsel, deutsch-österreichischer Komponist und Violinist (1770–1831). Porträt von Carl Friedrich Riedel.

Peter Hänsel (* 29. November 1770 in Leppe (Provinz Schlesien); † 18. September 1831 in Wien) war ein deutsch-österreichischer Komponist und Violinist.

## Leben
Nach einer musikalischen Ausbildung bei seinem Onkel in Warschau trat Hänsel 1787 in das Orchester des Fürsten Grigori Alexandrowitsch Potjomkin in Sankt Petersburg. 1791 wurde er Konzertmeister bei der Fürstin Izabela Lubomirska in Wien, bei der er ab 1796 mit festem Jahresgehalt angestellt war. Hänsel nahm bei Joseph Haydn Unterricht und reiste 1802 für ein Jahr nach Paris.
Er schuf ein recht umfangreiches Werk: 35 Streichquartette, 4 Quintette, 3 Quartette mit Flöte und Klarinette, 9 Violinduette, außerdem Variationen, Polonaisen, Rondos, Märsche und Ähnliches für verschiedene Instrumente.